# Слющенко, Алексей Олегович
Алексей Олегович Слющенко (укр. Олексій Олегович Слющенко, позывной — Халк; 22 июня 1984, Николаев — 5 июня 2023, Белогрудов) — украинский бодибилдер и военнослужащий, солдат, участник российско-украинской войны. Герой Украины (2024, посмертно).

## Биография
С детства Алексей Слющенко увлекался спортом, занимался рукопашным боем и кикбоксингом. Он был многократным чемпионом Украины по пауэрлифтингу, а в 2012 году стал чемпионом мира в Праге. В 2018 году завоевал титул чемпиона Украины по бодибилдингу, повторив этот успех в 2019 и 2021 годах, а также становился серебряным призёром национальных чемпионатов. Работал тренером в спортивных клубах Николаева.
С началом полномасштабного вторжения России в Украину в 2022 году Алексей Слющенко вступил в ряды Вооружённых сил Украины. Он служил в 123-й отдельной бригаде территориальной обороны на должности разведчика-наводчика, выполняя боевые задачи в составе разведывательных групп.
В марте 2022 года принимал активное участие в обороне аэродрома «Кульбакино» в Николаеве. Подразделения 123-й бригады также участвовали в освобождении Баштанки и в боях на Херсонщине.
В сентябре 2022 года отделение Слющенко первым уничтожило иранские беспилотники Shahed 136, пытавшиеся атаковать электроподстанцию в Николаевской области.
В июне 2023 года принимал участие в военной операции на днепровских островах близ Херсона. 5 июня 2023 года на острове Белогрудов получил смертельное ранение. Похоронен в Николаеве.

## Награды
- Звание «Герой Украины» с удостоением ордена «Золотая Звезда» (24 февраля 2024, посмертно) — за личное мужество и героизм, проявленные в защите государственного суверенитета и территориальной целостности Украины, верность военной присяге.